# Mihăiești, Hunedoara
Mihăiești este un sat în comuna Dobra din județul Hunedoara, Transilvania, România.

## Imagini

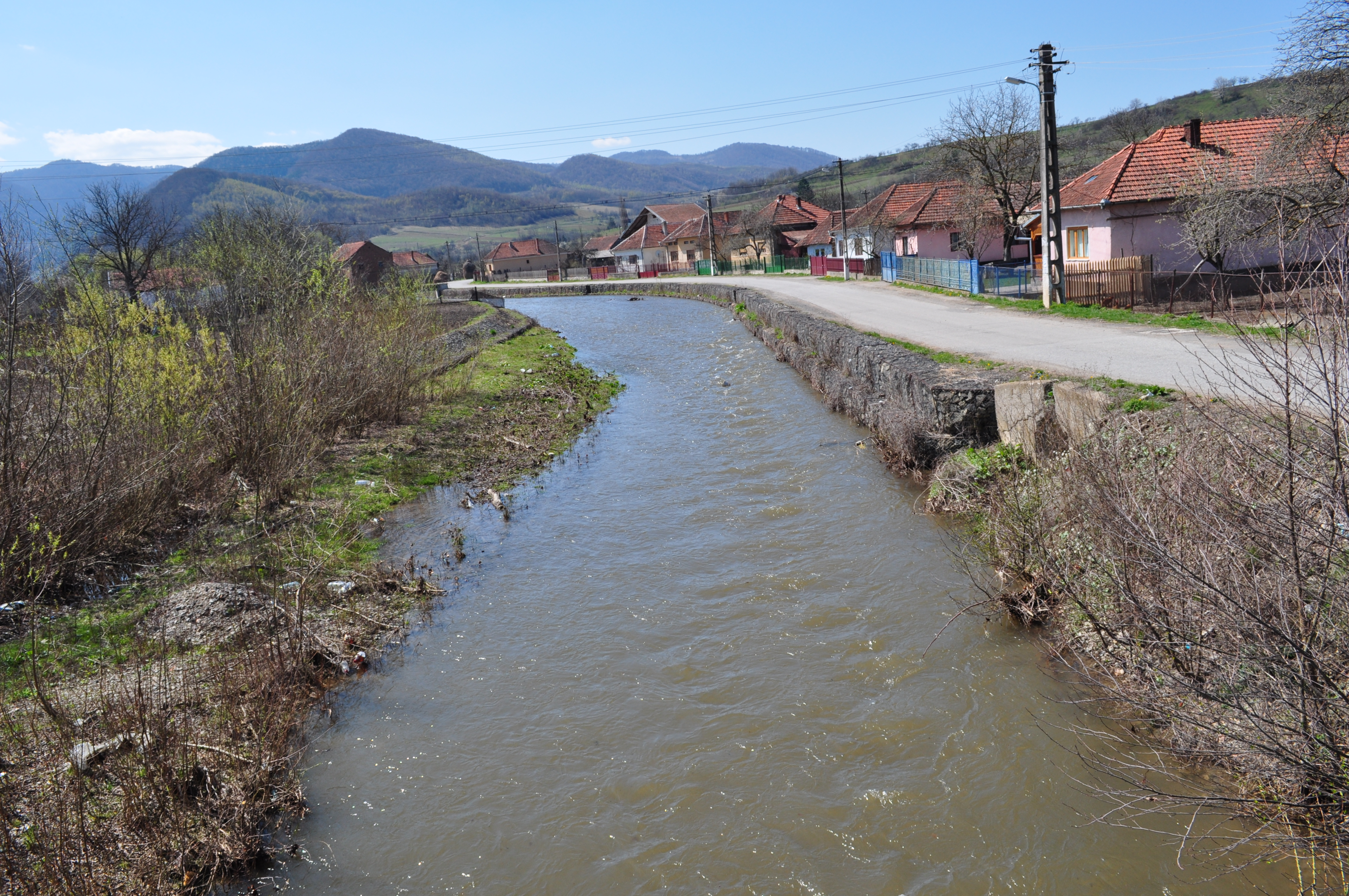
Râul Dobra la Mihăiești
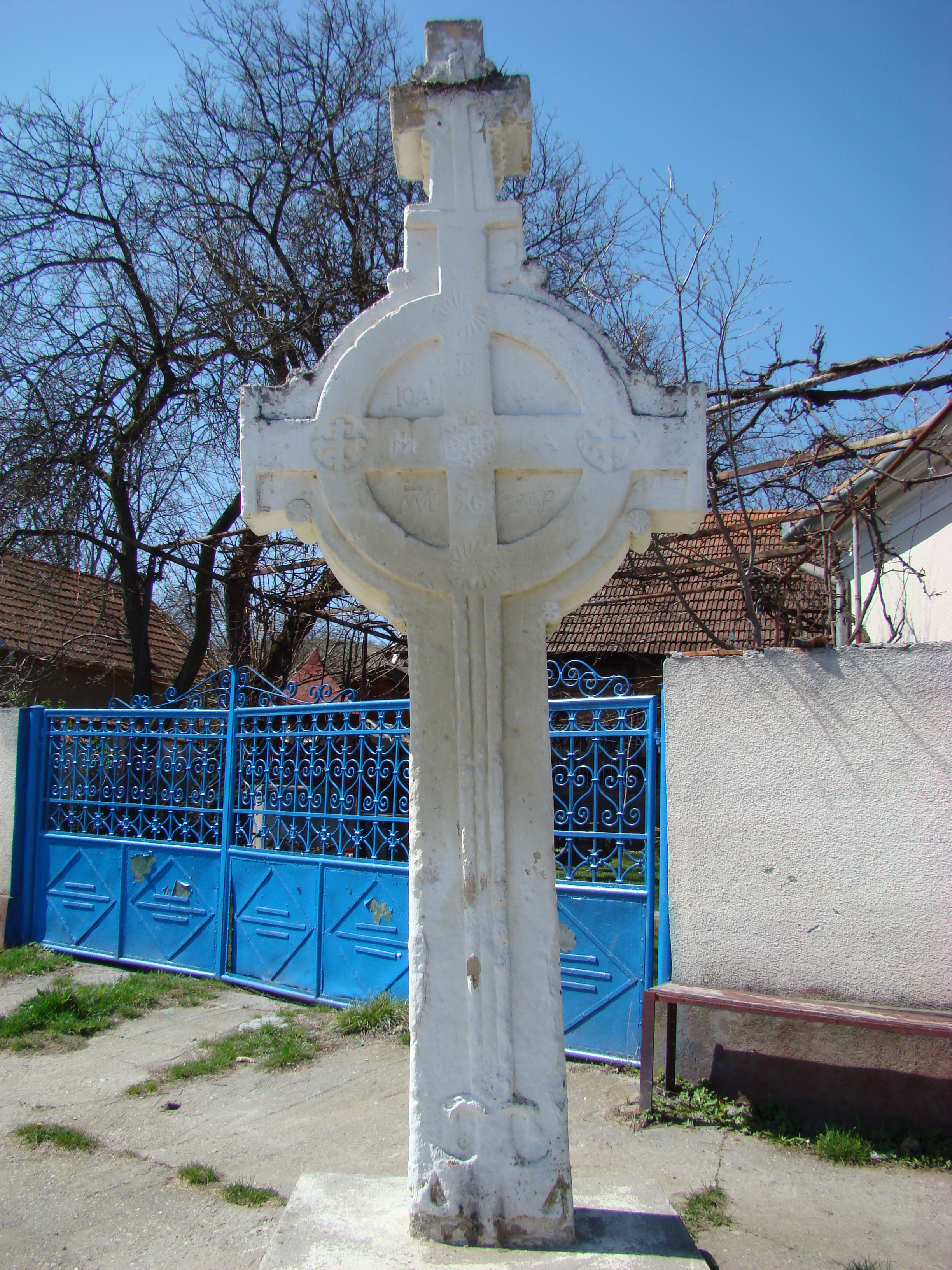
Cruce veche de piatră
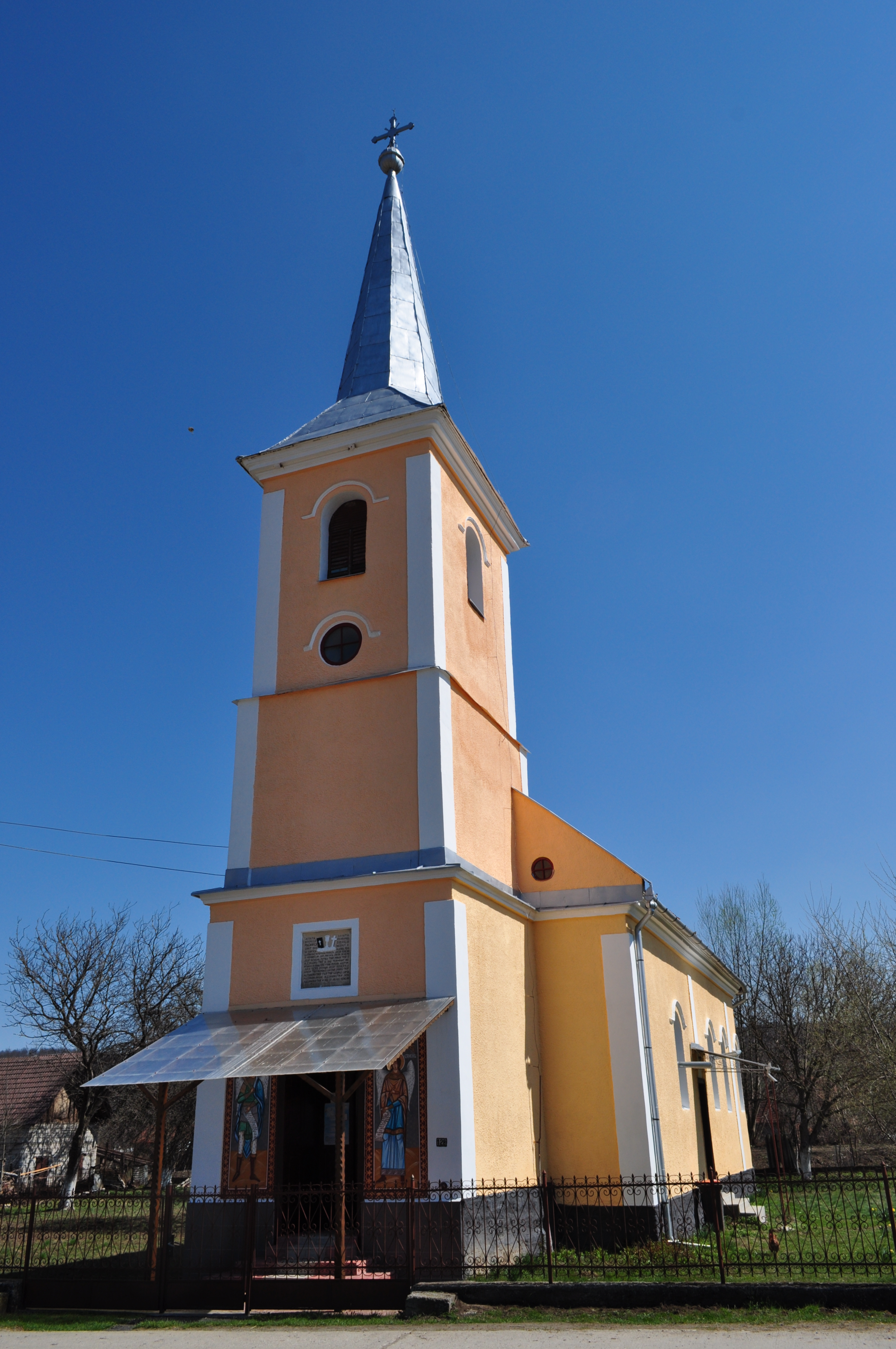
Biserica ortodoxă (1875)
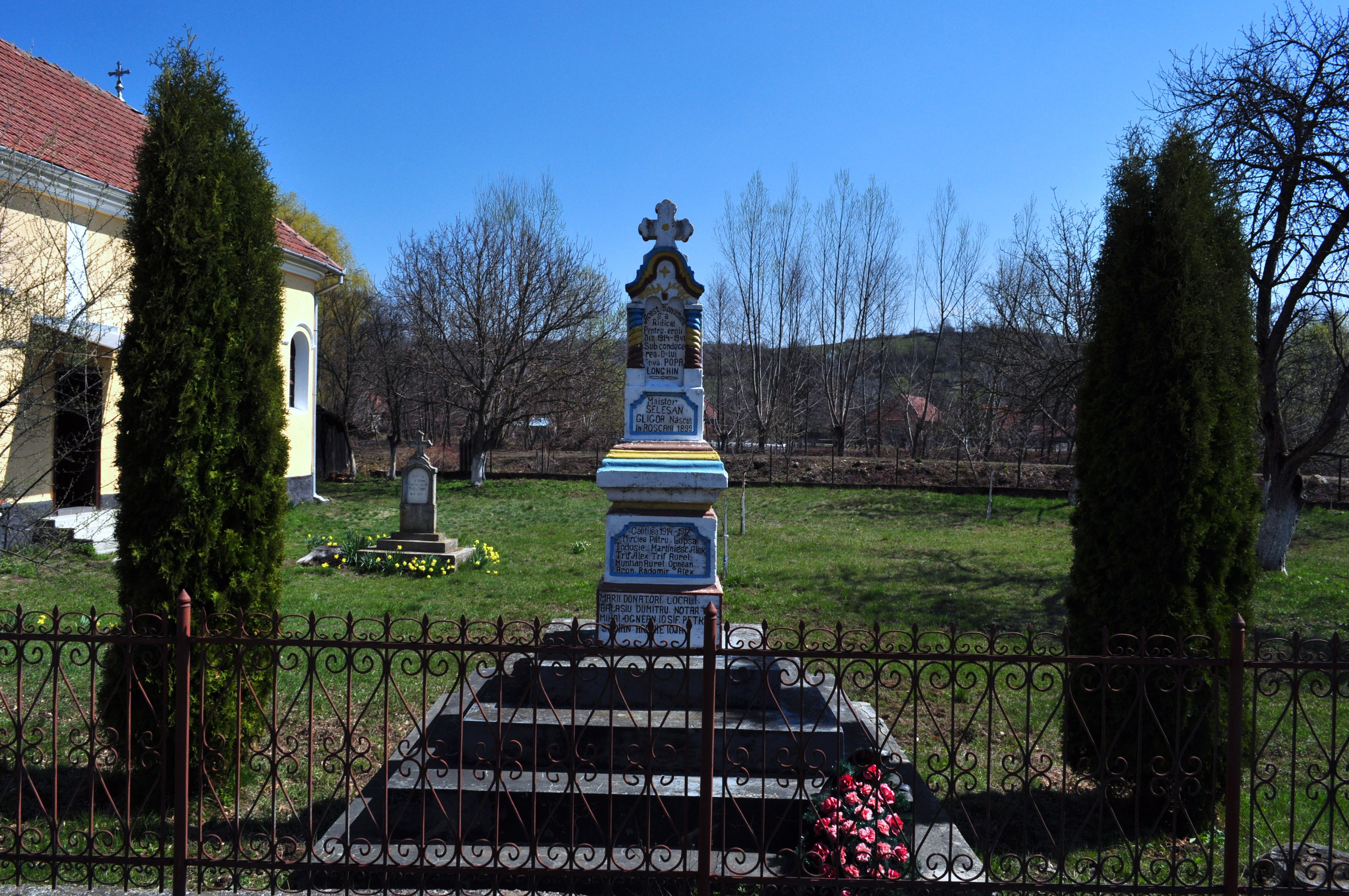
Monumentul Eroilor
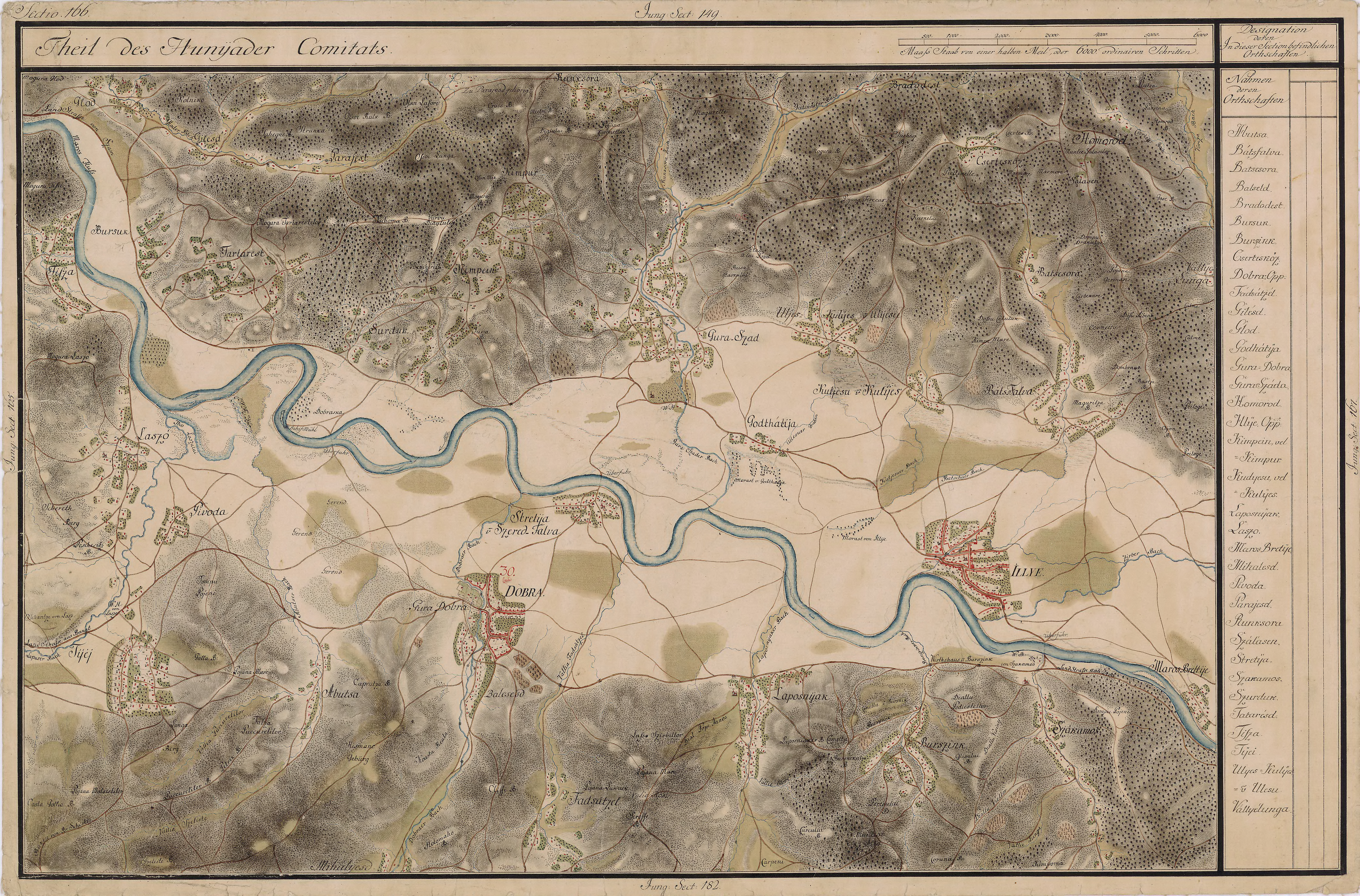
Mihăiești în Harta Iosefină a Transilvaniei, 1769-1773
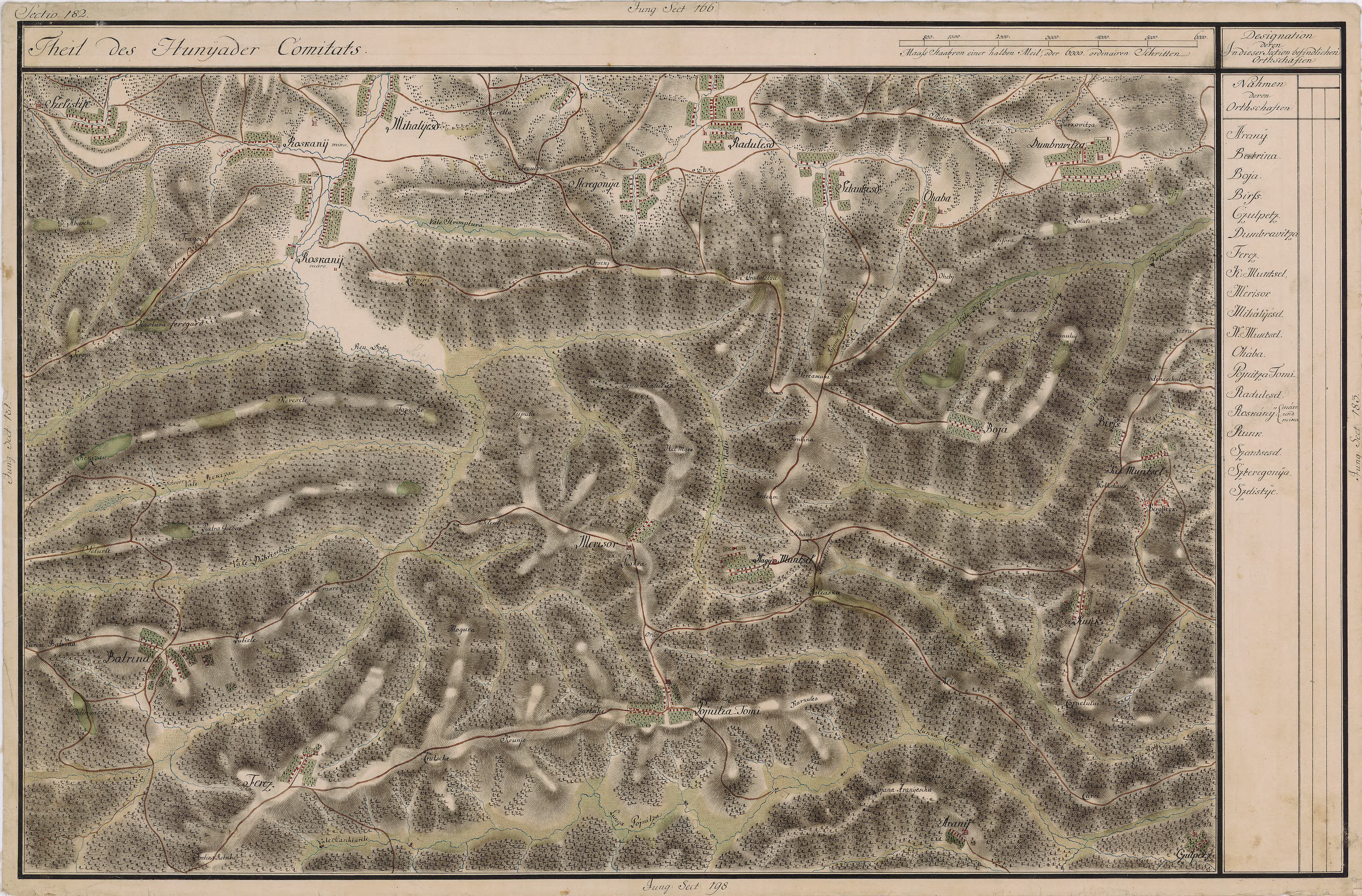
Mihăiești în Harta Iosefină a Transilvaniei, 1769-1773